# 井上玲音
井上 玲音（いのうえ れい、2001年7月17日 - ）は、日本の歌手、アイドル。女性アイドルグループJuice=Juiceのメンバーおよび4代目サブリーダー、こぶしファクトリーの元メンバー。
東京都出身。アップフロントプロモーション所属。

## 略歴

### 2012年
- 7月29日、渋谷Gladにてナイスガールトレイニーとしてお披露目された。

### 2013年
- 6月5日、ナイスガールトレイニー選抜メンバー入り。

### 2014年
- 11月までナイスガールトレイニーのメンバーとして活動していた[5]（同グループメンバーとしての最後のパフォーマンスは、2014年11月16日に行われたTHE ポッシボーのライブのバックダンサーであった[6]）。
- 11月29日・12月6日・29日、Zepp Nagoya・Zepp Tokyo・森ノ宮ピロティホールにて開催された『ハロプロ研修生 発表会2014〜11・12月の生タマゴShow!〜』にて、浅倉樹々・小野田紗栞・小片リサ・橋本渚・堀江葵月・島野萌々子・谷本安美・広瀬彩海とともにハロプロ研修生の新メンバーとして紹介された。

### 2015年
- 1月2日、ハロー!プロジェクトのコンサートツアー『Hello! Project 2015 WINTER』中野サンプラザ公演にて新ユニット（同年2月25日に「こぶしファクトリー」と命名）の結成が発表され、そのメンバーとなった[7]。
- 3月23日、『こぶしファクトリー オフィシャルブログ』を更新開始[8]（2020年3月31日終了[9]）。
- 4月8日、2015年度「おはガール」に採用され、『おはスタ』に出演開始[10]（2016年4月1日卒業[11]）。
- 6月3日公開の『ハロ!ステ#120』にてメンバーカラーがパープルであることを発表[12]。
- 9月2日、シングル『ドスコイ!ケンキョにダイタン/ラーメン大好き小泉さんの唄/念には念（念入りVer.）』でこぶしファクトリーとしてメジャーデビュー[13]。

### 2017年
- 11月11日、1st写真集「玲音」を発売[14]。

### 2018年
- 4月19日、FM-FUJI『GIRLS♥GIRLS♥GIRLS =FULL BOOST= 「こぶしファクトリーの夜空で逢いましょう」』が放送開始[15]（2020年3月26日終了[16]）。メインMCを務めるためメンバーでただ一人毎回必ず出演。

### 2020年
- 1月2日、2nd写真集「燿 〜You make me〜」を発売[17]。
- 1月8日、同年3月30日をもってこぶしファクトリーが解散すること、また、グループの活動終了後も引き続きハロー!プロジェクトのメンバーとして活動を継続することを発表[18]。
- 3月30日、TOKYO DOME CITY HALLにて開催された無観客ライブ『こぶしファクトリー ライブ2020 〜The Final Ring!〜』をもってこぶしファクトリーが活動を終了して解散[19]。
- 3月31日、Juice=Juiceへの加入が決定し、本人およびメンバーに告知された[20]。
- 4月1日、YouTubeで生配信された『Juice=Juice「ポップミュージック/好きって言ってよ」発売記念 無観客ミニライブ』にてJuice=Juiceに加入することが発表された[21][3][4]。同日より『Juice=Juiceオフィシャルブログ』を更新開始[22]。
- 4月16日、FM-FUJI『GIRLS♥GIRLS♥GIRLS =FULL BOOST= 「井上玲音のMusic Letters」』が放送開始[16][23]。
- 5月15日、Instagramを開始[24]。
- 6月27日、AbemaTV『FC町田ゼルビアをつくろう〜ゼルつく〜』の企画で「ゼルつく宣伝大使2号」に任命され[25]、「ゼルつく宣伝大使アカウント」でTwitterを開始[26]。
- 7月20日、『週刊ヤングマガジン』にてソロとして初めて表紙を飾った[27]。
- 10月29日、FM-FUJI『GIRLS♥GIRLS♥GIRLS =FULL BOOST= 「井上玲音のMusic Letters」』の生放送にてJuice=Juiceでのメンバーカラーが白になったことを発表[28][29]。

### 2021年
- 4月28日、シングル『DOWN TOWN/がんばれないよ』でJuice=Juiceとしてメジャーデビュー[30]。
- 6月17日発売の女性ファッション誌『S Cawaii!』8月号（主婦の友社）より同誌のレギュラーモデルに起用された[31]。

### 2024年
- 6月8日、『Juice=Juice Concert Tour 2024 1-LINE』広島公演にて、植村あかりのJuice=Juice卒業後にグループの4代目サブリーダーに就任することを発表[2]、同月15日、植村の卒業に伴い就任。

### 2025年
- 3月31日、大学を卒業したことを報告。大学に通っていたこともこの時初めて公表した[32][33]。

## 人物
- 公式ニックネームは、れいれい[1]。メンバーカラーはJuice=Juiceでは白[28][29]、こぶしファクトリーではパープル[12]。
- 血液型O型[1]。身長161.5 cm[34]。
- 3姉妹の一番下。上の2人の名前にも「玲」という漢字が付いていて、音楽を好きになって欲しいということから「玲音」と名付けられた[35]。
- 趣味は歌うこと、ダンス、絵をかくこと[1]。
- 特技は高速まばたき[8]、ボイスパーカッション[1]。
- 好きな食べ物はトマトでデザート感覚で食べている。
- 大のジブリ好きである。
- 愛犬家で現在「小夏」という黒の柴犬を飼っている。
- アイドルを目指したきっかけはアニメ『きらりん☆レボリューション』の影響と語っている。
- ナイスガールトレイニー時代からの憧れの先輩はチャオ ベッラ チンクエッティ[36][37]。
- ハロー!プロジェクトでの憧れで目標とする先輩は元℃-uteの萩原舞[35][38]。
- こぶしファクトリー内のライバルとしては野村みな美を、こぶしファクトリー外のライバルとしてつばきファクトリーの浅倉樹々を挙げている[39]。
- 野村みな美とは生まれた病院が一緒。
- モーニング娘。OGの飯窪春菜には推しだと宣言されており、飯窪のバースデイイベントやバスツアーにもゲストとして出演している。
- ハロー!プロジェクトで好きな楽曲は℃-uteの「愛ってもっと斬新」や「世界一HAPPYな女の子」である。
- シンガーソングライター、声優、ギタリストの大塚紗英とはラジオでの共演以後、交流がある[40]。

## 作品

### 配信楽曲
- いのうえのうた / 井上玲音(こぶしファクトリー)、井上ひかる(ハロプロ研修生)（2017年6月30日、UP-FRONT WORKS）[41]

### 映像作品
- Greeting〜広瀬彩海・井上玲音〜（2016年9月15日、UP-FRONT WORKS）[42][43]

## 出演

### テレビ
- おはスタ（テレビ東京）
  - おはガール（2015年4月8日[10] - 2016年4月1日[11]）
  - ゲスト出演（2020年9月7日[44][注 1]）
- あざとくて何が悪いの? あざと連ドラ（2023年1月15日 - 3月5日、テレビ朝日）

### ラジオ
- GIRLS♥GIRLS♥GIRLS =FULL BOOST= 「こぶしファクトリーの夜空で逢いましょう」（2018年4月19日[15] - 2020年3月26日[16]、FM-FUJI） - メインMC
- GIRLS♥GIRLS♥GIRLS =FULL BOOST= 「井上玲音のMusic Letters」（2020年4月16日[16][23] - 、FM-FUJI）
- Girls²のがるがるトーク!（2023年6月14日、文化放送）- ゲスト出演

### ウェブテレビ
- FC町田ゼルビアをつくろう〜ゼルつく〜（2019年3月 - 、AbemaTV） - 執行部
- 矢口真里の火曜The NIGHT（2021年11月9日、AbemaTV） - 代理MC
- 限界オタクション（2025年3月26日、ABEMA SPECIALチャンネル） - ナレーション[45]

### ウェブドラマ
- スカパー! 朝のTwitterドラマ「さぼり」（2019年9月16日 - 28日、スカパー!Twitter公式アカウント） - 主演（野村みな美とのダブル主演）

### 映画
- 映画版 JKニンジャガールズ（2017年7月17日公開、東映）[46][47] - 大野ノゾミ 役

### 舞台
- 演劇女子部 ミュージカル「Week End Survivor」（2015年3月26日 - 4月5日、シアターグリーン BIG TREE THEATER）[48] - ケイコ 役[49]
- JKニンジャガールズ（2017年2月23日 - 3月4日、全労済ホール/スペース・ゼロ）[46][50] - 大野ノゾミ 役
- こくみん共済 coop ホール／スペース・ゼロ提携公演 演劇女子部「リボーン〜13人の魂は神様の夢を見る〜」（2019年11月14日 - 24日、こくみん共済 coop ホール/スペース・ゼロ） - ジャンヌ・ダルク 役
- 交響曲「第九」200周年記念祭「歓喜のうた」メモリアルコンサートルードウィヒ・B 〜HEART SONG（運命の扉は開かれた）〜（2024年5月7日、東京オペラシティ コンサートホール）[51]
- シンフォニー朗読劇「ベートーヴェン〜魂の交響曲〜」（2025年4月29日、日本青年館ホール） - 伯爵令嬢ジュリエッタ 役[52]

### コンサート
- ハロプロ研修生 発表会2014 〜11・12月の生タマゴShow!〜（2014年11月29日・12月6日・29日、Zepp Nagoya・Zepp Tokyo・森ノ宮ピロティホール）[53]
- M-line Special 2021 〜Make a Wish!〜（2021年3月20日、NHK大阪ホール / 12月4日、山口KDDI維新ホール。各日昼夜2公演） - 3月20日はシークレットゲスト出演[54]、12月4日はゲスト出演[55]
- M-line Special 2022 ～My Wish～（2022年6月4日、戸田市文化会館。昼夜2公演） - ゲスト出演[56]

## 書籍

### 写真集
- 広瀬彩海・井上玲音(こぶしファクトリー)ミニ写真集『Greeting-Photobook-』（2017年1月14日、オデッセー出版）[57]
- 玲音（2017年11月11日、オデッセー出版、撮影：岡本武志）[14]
- 燿 〜You make me〜（2020年1月2日、オデッセー出版、撮影：根本好伸） ISBN 978-4-908643-47-7[17]

### 雑誌
- LOVE berry（2016年9月 - 2017年12月、徳間書店） - モデル
- S Cawaii!（2021年8月号 - 、主婦の友社） - レギュラーモデル[31]

## 参加ユニット
- こぶしファクトリー（2015年 - 2020年）
- Juice=Juice（2020年 - ）
- シャッフルユニット
  - ハロプロ・オールスターズ（2018年 - 2020年）